# Mark Gertler
Ej att förväxla med den brittiska konstnären Mark Gertler (1891-1939).
Mark Lionel Gertler, född 31 mars 1951, är en amerikansk nationalekonom.
Gertler studerade vid University of Wisconsin där han 1973 tog en bachelorexamen (B.A), och därefter vid Stanford University där han 1978 tog en doktorsexamen (Ph.D.). 1978-1981 var han verksam vid Cornell University, därefter vid University of Wisconsin, där han 1988 blev professor och sedan 1990 som professor vid New York University.
Gertler forskar inom makroekonomi, bland annat penningpolitik. Han har bland annat skrivit uppmärksammade arbeten tillsammans med Ben Bernanke. Gertler räknas som en företrädare för nykeynesianism.